# Crocidura brunnea
Crocidura brunnea är en däggdjursart som beskrevs av Fredericus Anna Jentink 1888. Crocidura brunnea ingår i släktet Crocidura och familjen näbbmöss. IUCN kategoriserar arten globalt som livskraftig.
Denna näbbmus förekommer på Java och Bali. Den når i bergstrakter 1200 meter över havet. Habitatet utgörs av olika slags skogar.

## Underarter
Arten delas in i följande underarter:
- C. b. brunnea
- C. b. pudjonica